# Pulaeus neopectinatus
Pulaeus neopectinatus är en spindeldjursart som först beskrevs av Shiba 1978.  Pulaeus neopectinatus ingår i släktet Pulaeus och familjen Cunaxidae. Inga underarter finns listade i Catalogue of Life.